# 渡辺弥咲
渡辺 弥咲（わたなべ みさき、3月23日 - ）は、日本の声優。東京都出身。フリー。

## 出演

### テレビアニメ
2019年
- かつて神だった獣たちへ（母）

2020年
- Re:ゼロから始める異世界生活（村人）
- ゴールデンカムイ（観客、スヴェトラーナ）

2022年
- 史上最強の大魔王、村人Aに転生する（カーラ）
- カッコウの許嫁（2022年 - 2025年、ひろの母 / 瀬川あさみ） - 2シリーズ
- ヒーラー・ガール（母親）
- ダンス・ダンス・ダンスール（女子生徒A、女子生徒B、バスアナウンス）

2023年
- 神達に拾われた男2（先生1）

### 劇場アニメ
- ひるね姫 〜知らないワタシの物語〜（2017年）

### ゲーム
- インフィニット・ドライブ（2019年、ベルベット）

### 吹き替え

#### ドラマ・映画
- I-Land 戦慄の島
- アウトランダー - アナリス、フィオーラ 役
- 100 オトナになったらできないこと - マーサ、シルビア 役
- MARS マーズ 火星移住計画 - エヴァ 役
- クレイジー・エックス・ガールフレンド - メラニー 役
- スーパーナチュラル シーズン11
- イージー
- ホリディズ
- ジュリーのへや
- エレメンタリー ホームズ&ワトソン in NY
- Master of None/マスター・オブ・ゼロ
- グレッグのダメ日記4
- モービウス[3]

#### アニメ
- ファングボーン - セレナ 役
- ヴォルトロン - オルカリ人 役

### ラジオ
- NISSAN あ、安部礼司〜BEYOND THE AVERAGE（2018年 - 、TOKYO FM・JFN系列）- 安部蘭・神保チョウ・重山つら美・出母塚然 役

### シリーズ一覧
1. ↑  Season1（2022年）、Season2（2025年）